# Rasohe (kamenolom)
Rasohe, antički kamenolom na otoku Braču, između mjesta Škrip i Splitska. Poznat je po liku Herkula uklesanom u litici pred ulazom u kamenolom.

## Reljef Herkula
Prvi znanstvenik koji je pisao o reljefu je don Frane Bulić, a u svoj popis antičkih spomenika Brača ga je uvrstio Dasen Vrsalović, koji ga je smatrao "najznačajnijim spomenikom antičke skulpture na otoku Braču".
Lik Herkula je visok oko 80 cm, a izrađen je u prirodnoj niši u kamenu dubine oko 20 cm. Herkul je prikazan gol, samo s kožom Nemejskog lava preko lijevog ramena. Lavlja glava, koja bi trebala biti pri dnu kože, nedostaje, ali nije jasno je li otučena ili uopće nije isklesana. U lijevoj ruci, svijenoj u laktu, Herkul drži plodove (jabuke Hesperida) iz svojeg  pretposljednjeg ili posljednjeg zadatka. U desnoj ruci drži na leđima veliku kvrgavu toljagu. Obje šake su nesrazmjerno velike, vjerojatno s ciljem da se na taj način pokaže Herkulova snaga. Glava je kubična. Brada je dosta duga i široka sa spiralno oblikovanim pramenovima. Nos, usta i oči se jedva naziru. Kosa je, čini se, bila duga  i kovrčava. Teško je pouzdano utvrditi dataciju reljefa, ali spiralno zavijeni pramenovi brade, nalik onima koje je imao rimski car Septimije Sever, navodi na mogućnost da je reljef izrađen u vrijeme njegove vladavine.